# Coupe d'Angleterre de football 2021-2022
Navigation
Coupe d'Angleterre 2020-2021 Coupe d'Angleterre 2022-2023
La Coupe d'Angleterre 2021-2022 est la 141e édition de la FA Cup, la coupe principale dans le football anglais et la plus vieille compétition à élimination directe du monde. Elle commence le 7 août 2021 et se termine le 14 mai 2022. Il a été décidé le retour des replays jusqu'au quatrième tour, après la suppression la saison dernière.

## Calendrier de l'épreuve
| Tour                            | Date des matches  | Matches | Clubs     | Nouvelles entrées    |
| ------------------------------- | ----------------- | ------- | --------- | -------------------- |
| Tour extra-préliminaire         | 7 août 2021       | 174     | 729 → 555 | 348                  |
| Tour préliminaire               | 21 août 2021      | 155     | 555 → 390 | 136                  |
| Premier tour de qualification   | 4 septembre 2021  | 121     | 390 → 279 | 87                   |
| Deuxième tour de qualification  | 18 septembre 2021 | 82      | 279 → 197 | 43 : 22 NLN + 21 NLS |
| Troisième tour de qualification | 2 octobre 2021    | 41      | 197 → 156 | -                    |
| Quatrième tour de qualification | 16 octobre 2021   | 32      | 156 → 124 | 23 : 23 NL           |
| Premier tour (1/128 de finale)  | 6 novembre 2021   | 40      | 124 → 84  | 48 : 24 L1 + 24 L2   |
| Deuxième tour (1/64 de finale)  | 4 décembre 2021   | 20      | 84 → 64   | -                    |
| Troisième tour (1/32 de finale) | 8 janvier 2022    | 32      | 64 → 32   | 44 : 20 PL + 24 Ch.  |
| Quatrième tour (1/16 de finale) | 5 février 2022    | 16      | 32 → 16   | -                    |
| Cinquième tour (1/8 de finale)  | 2 mars 2022       | 8       | 16 → 8    | -                    |
| Quarts de finale                | 19 mars 2022      | 4       | 8 → 4     | -                    |
| Demi-finales                    | 23 avril 2022     | 2       | 4 → 2     | -                    |
| Finale                          | 14 mai 2022       | 1       | 2 → 1     | -                    |

## Résultats

### Tours préliminaires
Plusieurs centaines de matchs sont joués lors des tours préliminaires. Seuls sont indiqués ici les résultats à partir des 1/32 de finale.

### Troisième tour (1/32 de finale)
Le troisième tour met en vedette les 44 clubs de la Premier League et du Championship, qui entrent dans la compétition lors de ce tour, ainsi que les 20 vainqueurs du deuxième tour. Le tirage au sort a eu lieu le 6 décembre 2021 au Wembley Stadium et a été effectué par David Seaman et Faye White.
L'équipe petit poucet au troisième tour est le Kidderminster Harriers du sixième niveau National League North. Pour éviter une possible congestion des rencontres causée par des reports de matches de championnat en raison d'une augmentation des cas de COVID-19, les matches à partir de ce tour seront décidés, avec des prolongations et tirs au but si nécessaire.
| 7 janvier 2022 | Swindon Town (4) | 1 – 4   | Manchester City (1)                                  |                                                                        |                                                                        |
| 20h00 GMT      | McKirdy 78e      | (0 – 2) | 14e Bernardo · 28e Jesus · 59e Gündoğan · 82e Palmer | County Ground, Swindon Spectateurs : 14 753 Arbitrage : Darren England | County Ground, Swindon Spectateurs : 14 753 Arbitrage : Darren England |

| 8 janvier 2022 | Mansfield Town (4)      | 2 – 3   | Middlesbrough (2)                                |                                                                    |                                                                    |
| 12h30 GMT      | Hawkins 67e · Oates 85e | (0 – 2) | 4e Ikpeazu · 14e Boyd-Munce · 90+5e (csc) Hewitt | Field Mill, Mansfield Spectateurs : 7 297 Arbitrage : Keith Stroud | Field Mill, Mansfield Spectateurs : 7 297 Arbitrage : Keith Stroud |

| 8 janvier 2022 | Hartlepool United (4)   | 2 – 1   | Blackpool (2) |                                                                        |                                                                        |
| 12h30 GMT      | Ferguson 48e · Grey 61e | (0 – 1) | 8e Anderson   | Victoria Park, Hartlepool Spectateurs : 4 932 Arbitrage : Matt Donohue | Victoria Park, Hartlepool Spectateurs : 4 932 Arbitrage : Matt Donohue |

| 8 janvier 2022 | Bristol City (2) | 0 – 1                 | Fulham (2)  |                                                                            |                                                                            |
| 12h30 GMT      |                  | (0 – 0, 0 - 0, 0 - 1) | 105e Wilson | Ashton Gate Stadium, Bristol Spectateurs : 7 304 Arbitrage : Jonathan Moss | Ashton Gate Stadium, Bristol Spectateurs : 7 304 Arbitrage : Jonathan Moss |

| 8 janvier 2022 | Burnley (1)   | 1 – 2   | Huddersfield Town (2)    |                                                                   |                                                                   |
| 12h30 GMT      | Rodriguez 28e | (1 – 0) | 74e Koroma · 86e Pearson | Turf Moor, Burnley Spectateurs : 7 654 Arbitrage : Andre Marriner | Turf Moor, Burnley Spectateurs : 7 654 Arbitrage : Andre Marriner |

| 8 janvier 2022 | Coventry City (2) | 1 – 0   | Derby County (2) |                                                               |                                                               |
| 12h30 GMT      | Hyam 42e          | (1 – 0) |                  | Coventry Building Society Arena, Coventry Spectateurs : 8 896 | Coventry Building Society Arena, Coventry Spectateurs : 8 896 |

| 8 janvier 2022 | Millwall (2) | 1 – 2   | Crystal Palace (1)     |                                                                     |                                                                     |
| 12h45 GMT      | Afobe 17e    | (1 – 0) | 46e Olise · 58e Mateta | The Den, Bermondsey Spectateurs : 16 646 Arbitrage : Anthony Taylor | The Den, Bermondsey Spectateurs : 16 646 Arbitrage : Anthony Taylor |

| 8 janvier 2022 | Newcastle United (1) | 0 – 1   | Cambridge United (3) |                                                                                      |                                                                                      |
| 15h00 GMT      |                      | (0 – 0) | 56e Ironside         | St James' Park, Newcastle upon Tyne Spectateurs : 51 395 Arbitrage : Tony Harrington | St James' Park, Newcastle upon Tyne Spectateurs : 51 395 Arbitrage : Tony Harrington |

| 8 janvier 2022 | Peterborough United (2)  | 2 – 1   | Bristol Rovers (4) |                                                                               |                                                                               |
| 15h00 GMT      | Szmodics 20e · Mumba 63e | (1 – 1) | 30e (pen.) Coutts  | London Road Stadium, Peterborough Spectateurs : 4 937 Arbitrage : Andy Davies | London Road Stadium, Peterborough Spectateurs : 4 937 Arbitrage : Andy Davies |

| 8 janvier 2022 | Barnsley (2)                                                  | 5 – 4                 | Barrow (4)                                    |                                                                      |                                                                      |
| 15h00 GMT      | Juel Andersen 23e · Williams 42e · Cole 83e · Morris 88e 102e | (2 – 0, 4 - 4, 1 - 0) | 61e Banks · 78e Glennon · 86e Jones · 90e Kay | Oakwell Stadium, Barnsley Spectateurs : 4 755 Arbitrage : Ross Joyce | Oakwell Stadium, Barnsley Spectateurs : 4 755 Arbitrage : Ross Joyce |

| 8 janvier 2022 | West Bromwich Albion (2) | 1 – 2                 | Brighton & Hove Albion (1) |                                                                           |                                                                           |
| 15h00 GMT      | Robinson 47e             | (0 – 0, 1 - 1, 0 - 1) | 81e Moder · 98e Maupay     | The Hawthorns, West Bromwich Spectateurs : 8 208 Arbitrage : Robert Jones | The Hawthorns, West Bromwich Spectateurs : 8 208 Arbitrage : Robert Jones |

| 8 janvier 2022 | Leicester City (1)                                        | 4 – 1   | Watford (1) |                                                                          |                                                                          |
| 15h00 GMT      | Tielemans 7e · Maddison 25e · Barnes 54e · Albrighton 85e | (2 – 1) | 27e Pedro   | King Power Stadium, Leicester Spectateurs : 25 710 Arbitrage : Mike Dean | King Power Stadium, Leicester Spectateurs : 25 710 Arbitrage : Mike Dean |

| 8 janvier 2022 | Kidderminster Harriers (6)    | 2 – 1   | Reading (2) |                                                                              |                                                                              |
| 15h00 GMT      | Austin 69e · Morgan-Smith 82e | (0 – 1) | 45e Puscas  | Aggborough Stadium, Kidderminster Spectateurs : 5 178 Arbitrage : Gavin Ward | Aggborough Stadium, Kidderminster Spectateurs : 5 178 Arbitrage : Gavin Ward |

| 8 janvier 2022 | Port Vale (4) | 1 – 4   | Brentford (1)                  |                                                                          |                                                                          |
| 15h00 GMT      | Harratt 69e   | (0 – 1) | 26e Forss · 65e 76e 87e Mbeumo | Vale Park, Stoke-on-Trent Spectateurs : 8 069 Arbitrage : Thomas Bramall | Vale Park, Stoke-on-Trent Spectateurs : 8 069 Arbitrage : Thomas Bramall |

| 8 janvier 2022 | Wigan Athletic (3)                           | 3 – 2   | Blackburn Rovers (2)   |                                                                |                                                                |
| 15h00 GMT      | Power 61e · Pears 75e (csc) · Aasgaard 90+4e | (0 – 0) | 49e Khadra · 89e Ayala | DW Stadium, Wigan Spectateurs : 9 892 Arbitrage : Tim Robinson | DW Stadium, Wigan Spectateurs : 9 892 Arbitrage : Tim Robinson |

| 8 janvier 2022 | Queens Park Rangers (2)                                                     | 1 – 1 8 - 7 t. a. b.  | Rotherham United (3)                                                              |                                                                                               |                                                                                               |
| 15h00 GMT      | Dykes 115e                                                                  | (0 – 0, 0 - 0, 0 - 1) | 98e Ihiekwe                                                                       | Kiyan Prince Foundation Stadium, White City Spectateurs : 7 157 Arbitrage : Michael Salisbury | Kiyan Prince Foundation Stadium, White City Spectateurs : 7 157 Arbitrage : Michael Salisbury |
| 15h00 GMT      | Johansen · Dykes · Dozzell · Adomah · Amos · Barbet · Dunne · Dickie · Gray | Tirs au but 8 - 7     | Smith · Rathbone · Harding · Kadoye · Odoffin · Lindsay · Bola · Ihiekwe · Ogbene | Kiyan Prince Foundation Stadium, White City Spectateurs : 7 157 Arbitrage : Michael Salisbury | Kiyan Prince Foundation Stadium, White City Spectateurs : 7 157 Arbitrage : Michael Salisbury |

| 8 janvier 2022 | Boreham Wood (5)        | 2 – 0   | AFC Wimbledon (3) |                                                                     |                                                                     |
| 15h00 GMT      | Marsh 10e · Clifton 86e | (1 – 0) |                   | Meadow Park, Borehamwood Spectateurs : 3 501 Arbitrage : James Bell | Meadow Park, Borehamwood Spectateurs : 3 501 Arbitrage : James Bell |

| 8 janvier 2022 | Hull City (2)           | 2 – 3 a. p.           | Everton (1)                         |                                                                                 |                                                                                 |
| 17h30 GMT      | Smith 1re · Longman 71e | (1 – 2, 2 - 2, 0 - 1) | 21e Gray · 31e Gomes · 99e Townsend | KCOM Stadium, Kingston upon Hull Spectateurs : 16 282 Arbitrage : Andrew Madley | KCOM Stadium, Kingston upon Hull Spectateurs : 16 282 Arbitrage : Andrew Madley |

| 8 janvier 2022 | Chelsea (1)                                                             | 5 – 1   | Chesterfield (5) |                                                                         |                                                                         |
| 17h30 GMT      | Werner 6e · Hudson-Odoi 18e · Lukaku 20e · Christensen 39e · Ziyech 55e | (4 – 0) | 80e Asante       | Stamford Bridge, Fulham Spectateurs : 39 795 Arbitrage : Jarred Gillett | Stamford Bridge, Fulham Spectateurs : 39 795 Arbitrage : Jarred Gillett |

| 8 janvier 2022 | Birmingham City (2) | 0 – 1 a. p.           | Plymouth Argyle (3) |                                                                       |                                                                       |
| 17h30 GMT      |                     | (0 – 0, 0 - 0, 0 - 1) | 104e James Law      | St Andrew's, Birmingham Spectateurs : 9 823 Arbitrage : Rebecca Welch | St Andrew's, Birmingham Spectateurs : 9 823 Arbitrage : Rebecca Welch |

| 8 janvier 2022 | Swansea City (2)               | 2 – 3 a. p.           | Southampton (1)                          |                              |                              |
| 17h30 GMT      | Piroe 77e · Bednarek 94e (csc) | (0 – 1, 0 - 1, 1 - 2) | 8e Redmond · 95e Elyounoussi · 102e Long | Swansea.com Stadium, Swansea | Swansea.com Stadium, Swansea |

| 8 janvier 2022 | Yeovil Town (5) | 1 – 3   | AFC Bournemouth (2)   |                                                                   |                                                                   |
| 17h30 GMT      | Quigley 48e     | (0 – 2) | 19e 43e 70e Marcondes | Huish Park, Yeovil Spectateurs : 7 818 Arbitrage : Jeremy Simpson | Huish Park, Yeovil Spectateurs : 7 818 Arbitrage : Jeremy Simpson |

| 9 janvier 2022 | Luton Town (2)                                      | 4 – 0   | Harrogate Town (4) |                                                                        |                                                                        |
| 12h30 GMT      | Adebayo 18e · Jerome 50e · Naismith 82e · Berry 88e | (1 – 0) |                    | Kenilworth Road, Luton Spectateurs : 4 834 Arbitrage : James Linington | Kenilworth Road, Luton Spectateurs : 4 834 Arbitrage : James Linington |

| 9 janvier 2022 | Stoke City (2)          | 2 – 0   | Leyton Orient (4) |                                                                               |                                                                               |
| 14h00 GMT      | Ince 43e · Campbell 89e | (1 – 0) |                   | Bet365 Stadium, Stoke-on-Trent Spectateurs : 5 269 Arbitrage : Samuel Barrott | Bet365 Stadium, Stoke-on-Trent Spectateurs : 5 269 Arbitrage : Samuel Barrott |

| 9 janvier 2022 | Cardiff City (2)         | 2 – 1 a. p.           | Preston North End (2) |                                                        |                                                        |
| 14h00 GMT      | Davies 42e · Harris 116e | (1 – 0, 1 - 0, 1 - 0) | 54e (pen.) Johnson    | Cardiff City Stadium, Cardiff Arbitrage : Andy Woolmer | Cardiff City Stadium, Cardiff Arbitrage : Andy Woolmer |

| 9 janvier 2022 | Charlton Athletic (3) | 0 – 1   | Norwich City (1) |                                                                  |                                                                  |
| 14h00 GMT      |                       | (0 – 0) | 79e Rashica      | The Valley, Charlton Spectateurs : 13 835 Arbitrage : Josh Smith | The Valley, Charlton Spectateurs : 13 835 Arbitrage : Josh Smith |

| 9 janvier 2022 | Wolverhampton Wanderers (1)  | 3 – 0   | Sheffield United (2) |                                                                               |                                                                               |
| 14h00 GMT      | Podence 14e 80e · Semedo 72e | (1 – 0) |                      | Molineux Stadium, Wolverhampton Spectateurs : 27 004 Arbitrage : Paul Tierney | Molineux Stadium, Wolverhampton Spectateurs : 27 004 Arbitrage : Paul Tierney |

| 9 janvier 2022 | West Ham United (1)       | 2 – 0   | Leeds United (1) |                                                                             |                                                                             |
| 14h15 GMT      | Lanzini 34e · Bowen 90+3e | (1 – 0) |                  | Stade de Londres, Stratford Spectateurs : 54 303 Arbitrage : Stuart Attwell | Stade de Londres, Stratford Spectateurs : 54 303 Arbitrage : Stuart Attwell |

| 9 janvier 2022 | Tottenham Hotspur (1)            | 3 – 1   | Morecambe (3) |                                                                                   |                                                                                   |
| 14h00 GMT      | Winks 74e · Moura 85e · Kane 88e | (0 – 1) | 33e O'Connor  | Tottenham Hotspur Stadium, Tottenham Spectateurs : 40 310 Arbitrage : John Brooks | Tottenham Hotspur Stadium, Tottenham Spectateurs : 40 310 Arbitrage : John Brooks |

| 9 janvier 2022 | Liverpool (1)                                | 4 – 1   | Shrewsbury Town (3) |                                                                 |                                                                 |
| 14h00 GMT      | Gordon 34e · Fabinho 44e 90+3e · Firmino 78e | (2 – 1) | 27e Udoh            | Anfield, Liverpool Spectateurs : 52 226 Arbitrage : David Coote | Anfield, Liverpool Spectateurs : 52 226 Arbitrage : David Coote |

| 9 janvier 2022 | Nottingham Forest (2) | 1 – 0   | Arsenal (1) |                                                                           |                                                                           |
| 17h15 GMT      | Grabban 83e           | (0 – 0) |             | City Ground, West Bridgford Spectateurs : 24 938 Arbitrage : Craig Pawson | City Ground, West Bridgford Spectateurs : 24 938 Arbitrage : Craig Pawson |

| 10 janvier 2022 | Manchester United (1) | 1 – 0   | Aston Villa (1) |                                                                          |                                                                          |
| 19h55 GMT       | McTominay 8e          | (1 – 0) |                 | Old Trafford, Manchester Spectateurs : 72 911 Arbitrage : Michael Oliver | Old Trafford, Manchester Spectateurs : 72 911 Arbitrage : Michael Oliver |

### Quatrième tour (1/16 de finale)
| 4 février 2022 | Manchester United (1) | 1–1 7 - 8 t. a. b. | Middlesbrough (2) |                          |                          |
| 20h00 GMT      |                       |                    |                   | Old Trafford, Manchester | Old Trafford, Manchester |
| 20h00 GMT      | Tirs au but 7 - 8     |                    |                   | Old Trafford, Manchester | Old Trafford, Manchester |

| 5 février 2022 | Kidderminster Harriers (6) | 1–2 | West Ham United (1) |                                   |                                   |
| 12h30 GMT      |                            |     |                     | Aggborough Stadium, Kidderminster | Aggborough Stadium, Kidderminster |

| 5 février 2022 | Chelsea (1) | 2–1 | Plymouth Argyle (3) |                         |                         |
| 12h30 GMT      |             |     |                     | Stamford Bridge, Fulham | Stamford Bridge, Fulham |

| 5 février 2022 | Manchester City (1) | 4–1 | Fulham (2) |                            |                            |
| 15h00 GMT      |                     |     |            | Etihad Stadium, Manchester | Etihad Stadium, Manchester |

| 5 février 2022 | Peterborough United (2) | 2–0 | Queens Park Rangers (2) |                                   |                                   |
| 15h00 GMT      |                         |     |                         | London Road Stadium, Peterborough | London Road Stadium, Peterborough |

| 5 février 2022 | Wolverhampton Wanderers (1) | 0–1 | Norwich City (1) |                                 |                                 |
| 15h00 GMT      |                             |     |                  | Molineux Stadium, Wolverhampton | Molineux Stadium, Wolverhampton |

| 5 février 2022 | Huddersfield Town (2) | 1–0 | Barnsley (2) |                                |                                |
| 15h00 GMT      |                       |     |              | Kirklees Stadium, Huddersfield | Kirklees Stadium, Huddersfield |

| 5 février 2022 | Everton (1) | 4–1 | Brentford (1) |                          |                          |
| 15h00 GMT      |             |     |               | Goodison Park, Liverpool | Goodison Park, Liverpool |

| 5 février 2022 | Stoke City (2) | 2–0 | Wigan Athletic (3) |                                |                                |
| 15h00 GMT      |                |     |                    | Bet365 Stadium, Stoke-on-Trent | Bet365 Stadium, Stoke-on-Trent |

| 5 février 2022 | Southampton (1) | 2–1 | Coventry City (2) |                                |                                |
| 15h00 GMT      |                 |     |                   | St Mary's Stadium, Southampton | St Mary's Stadium, Southampton |

| 5 février 2022 | Crystal Palace (1) | 2–0 | Hartlepool United (4) |                        |                        |
| 15h00 GMT      |                    |     |                       | Selhurst Park, Londres | Selhurst Park, Londres |

| 5 février 2022 | Cambridge United (3) | 0–3 | Luton Town (2) |                          |                          |
| 17h30 GMT      |                      |     |                | Abbey Stadium, Cambridge | Abbey Stadium, Cambridge |

| 5 février 2022 | Tottenham Hotspur (1) | 3–1 | Brighton & Hove Albion (1) |                                      |                                      |
| 20h00 GMT      |                       |     |                            | Tottenham Hotspur Stadium, Tottenham | Tottenham Hotspur Stadium, Tottenham |

| 6 février 2022 | Liverpool (1) | 3–1 | Cardiff City (2) |                    |                    |
| 12h00 GMT      |               |     |                  | Anfield, Liverpool | Anfield, Liverpool |

| 6 février 2022 | Nottingham Forest (2) | 4–1 | Leicester City (1) |                             |                             |
| 16h00 GMT      |                       |     |                    | City Ground, West Bridgford | City Ground, West Bridgford |

| 6 février 2022 | AFC Bournemouth (2) | 0–1 | Boreham Wood (5) |                         |                         |
| 18h30 GMT      |                     |     |                  | Dean Court, Bournemouth | Dean Court, Bournemouth |

### Cinquième tour (1/8 de finale)
| 1er mars 2022 | Peterborough United (2) | 0 - 2 | Manchester City (1) |                                   |
|               |                         |       |                     | London Road Stadium, Peterborough |

| 1er mars 2022 | Crystal Palace (1) | 2 - 1 | Stoke City (2) |                         |
|               |                    |       |                | Selhurst Park, Selhurst |

| 1er mars 2022 | Middlesbrough (2) | 1 - 0 a. p. | Tottenham Hotspur (1) |                                  |
|               |                   |             |                       | Riverside Stadium, Middlesbrough |

| 2 mars 2022 | Luton Town (2) | 2 - 3 | Chelsea (1) |                        |
|             |                |       |             | Kenilworth Road, Luton |

| 2 mars 2022 | Southampton (1) | 3 - 1 | West Ham United (1) |                                |
|             |                 |       |                     | St Mary's Stadium, Southampton |

| 2 mars 2022 | Liverpool (1) | 2 - 1 | Norwich City (1) |                    |
|             |               |       |                  | Anfield, Liverpool |

| 3 mars 2022 | Everton (1) | 2 - 0 | Boreham Wood (5) |                          |
|             |             |       |                  | Goodison Park, Liverpool |

| 7 mars 2022 | Nottingham Forest (2) | 2 - 1 | Huddersfield Town (2) |                         |
|             |                       |       |                       | City Ground, Nottingham |

### Quarts de finale
| 19 mars 2022 | Middlesbrough (2) | 0 - 2   | Chelsea (1) |                                  |                                  |
|              |                   | (0 - 2) |             | Riverside Stadium, Middlesbrough | Riverside Stadium, Middlesbrough |

| 20 mars 2022 | Crystal Palace (1) | 4 - 0   | Everton (1) |                        |                        |
|              |                    | (2 - 0) |             | Selhurst Park, Londres | Selhurst Park, Londres |

| 20 mars 2022 | Southampton (1) | 1 - 4   | Manchester City (1) |                                |                                |
|              |                 | (1 - 1) |                     | St Mary's Stadium, Southampton | St Mary's Stadium, Southampton |

| 20 mars 2022 | Nottingham Forest (2) | 0 - 1   | Liverpool (1) |  |
|              |                       | (0 - 0) |               |  |

### Demi-finales
| 16 avril 2022 | Manchester City (1) | 2 - 3   | Liverpool (1) |  |
|               |                     | (0 - 3) |               |  |

| 17 avril 2022 | Chelsea FC (1) | 2 - 0   | Crystal Palace (1) |  |
|               |                | (0 - 0) |                    |  |

### Finale
| Finale      | Chelsea FC (1)    | 0 - 0 ap | Liverpool (1) | Stade de Wembley, Londres |
| 14 mai 2022 |                   |          |               |                           |
|             | Rapport           |          |               |                           |
|             | Tirs au but 5 - 6 |          |               |                           |